# Juan Seminario
Juan Roberto Seminario Rodriguez (ur. 22 lipca 1936 w Piurze) – peruwiański piłkarz, uważany za jednego z najważniejszych napastników swojego kraju. Przydomek El Loco, jedyny zawodnik Realu Saragossa, który zdobył Trofeo Pichichi (1961-62). W trakcie kariery klubowej grał w kilku europejskich ligach, m.in. w Hiszpanii w Realu Saragossa i FC Barcelonie, w Portugalii w Sportingu, a także we Włoszech w Fiorentinie. Zdobywca Pucharu Miast Targowych w sezonie 1965-66 z Dumą Katalonii. Na boisku występował na lewym skrzydle.

## Kariera
Juan Seminario swoją karierę rozpoczął w 1954 roku w Deportivo Municipal, gdzie grał do 1959 roku. W tym czasie zaliczył również 19 występów w reprezentacji Peru. 17 maja 1959 roku zdobył hat-tricka przeciwko Anglii w zwycięskim 4-1 meczu w Limie, czym zyskał rozgłos na świecie.
W 1959 roku przeniósł się do Europy, a konkretnie do portugalskiego Sportingu, gdzie zagrał 50 meczów i strzelił 21 bramek. Dzięki swojej szybkości oraz instynktowi strzeleckiemu zyskał przydomek Expresso de Lima.
W 1961 roku przeniósł się do występującego w Primera División Realu Saragossa. Już w pierwszym sezonie został najlepszym strzelcem w La Liga, zdobywając 25 bramek w 30 meczach. W kolejnym sezonie był na dobrej drodze do pobicia swojego rekordu bramkowego, strzelając 8 bramek w 8 meczach. Ostatni występ na La Romareda zwieńczył 4 golami, w meczu przeciwko RCD Mallorca. Kolejnym krokiem w karierze Seminario były Włochy.
W 1963 roku dołączył do Fiorentiny, w której spędził 2 lata. W zespole z Florencji grał m.in. ze szwedzką gwiazdą Kurtem Hamrinem. Po występach na Półwyspie Apenińskim wrócił do Hiszpanii, by grać dla FC Barcelony. Mimo spędzenia 3 sezonów w Dumie Katalonii tylko pierwszy z nich był udany. W 23 meczach Seminario zdobył 14 bramek. W kolejnych dwóch latach grał coraz rzadziej, co w efekcie zaowocowało zaledwie jedną bramką w 13 meczach. Z Barceloną zdobył swoje jedyne trofeum w europejskiej piłce – Puchar Miast Targowych w sezonie 1965-66. Ostatnie lata kariery spędził w CE Sabadell, by w 1970 roku zakończyć ją w rodzinnym mieście, w zespole Atlético Grau.

## Osiągnięcia
- 1962 – Trofeo Pichichi
- 1966 – Puchar Miast Targowych z FC Barcelona